# Frida Normark
Frida Normark, född 16 januari 1976, är en svensk programledare och skådespelare, mest känd som Fakta-Fanny i Myror i brallan och som programledare i Bolibompa.
Normark är gift med Jonas Leksell och tillsammans har de en dotter.